# Olympische Jugend-Sommerspiele 2014/Teilnehmer (Frankreich)
| Gelbes Symbol für Goldmedaillen mit stilisierten Olympischen Ringen | Graues Symbol für Silbermedaillen mit stilisierten Olympischen Ringen | Braundes Symbol für Bronzemedaillen mit stilisierten Olympischen Ringen |
| ------------------------------------------------------------------- | --------------------------------------------------------------------- | ----------------------------------------------------------------------- |
| 8                                                                   | 3                                                                     | 9                                                                       |

Die französische Jugend-Olympiamannschaft für die II. Olympischen Jugend-Sommerspiele vom 16. bis 28. August 2014 in Nanjing (Volksrepublik China) bestand aus 82 Athleten.

## Athleten nach Sportarten

### Badminton
| Mädchen - Lole Courtois | Jungen - Tanguy Citron |

### Basketball
Jungen
- Teddy Cheremond
Silber  3×3 Turnier
- Lucas Dussoulier
Silber  3×3 Turnier
- Élie Fedensieu
Silber  3×3 Turnier
- Karim Mouliom
Gold  Einzel
Silber  3×3 Turnier

### Beachvolleyball
| Mädchen - Lézana Placette - Alexia Richard | Jungen - Arnaud Gauthier-Rat - Arnaud Loisaeu |

### Bogenschießen
| Mädchen - Mélanie Gaubil Silber Einzel | Jungen - Thomas Koenig |

### Boxen
Mädchen
- Davina Michel

### Fechten
| Mädchen - Mérédith Guillaume | Jungen - Enguerrand Roger Bronze Florett Bronze Mannschaft Mixed |

### Gewichtheben
Jungen
- Anthony Coullet
Bronze  Klasse ab 85 kg

### Golf
| Mädchen - Marion Veysseyre | Jungen - Paul Elissalde |

### Judo
| Mädchen - Morgane Duchêne Gold Team Mixed | Jungen - Jolan Florimont Bronze Team Mixed |

### Kanu
| Mädchen - Lucie Prioux - Camille Prigent Gold Kajak-Einer Slalom | Jungen - Lucas Roisin Gold Canadier-Einer Slalom - Arthur Taubner |

### Leichtathletik
| Mädchen - Lyndra-Sareena Carti - Thiziri Daci - Yanis David Gold Dreisprung - Coralie Gassama Silber 8 × 100 m Mixed - Axelle Ham - Cynthia Leduc - Nawal Meniker Silber Hochsprung - Léa Navarro - Fanny Peltier - Laura Valette Gold 100 m Hürden | Jungen - Ludovic Besson - Victor Coroller Bronze 400 Meter Hürden - Pierre Cottin - Mohamed-Amine El Bouajaji - Baptiste Mischler - Lukas Moutarde Gold Speerwurf - Anthony Pontier - Alex Rousseau-Jamard |

### Moderner Fünfkampf
| Mädchen - Laure Roset | Jungen - Gabriel Cianelli |

### Ringen
Mädchen
- Koumba Larroque
Bronze  Freistil bis 60 kg

### Rugby
Jungen
- Gold
- Alex Arrate
- Faraj Fartass
- Alex Gracbling
- Alexandre Lagarde
- Martin Laveau
- Alexandre Nicque
- Alexandre Pilati
- Arthur Retière
- Alexandre Roumat
- Atila Septar
- Nathan Torest
- Sacha Valleau
- Matthieu Voisin

### Rudern
| Mädchen - Camille Juillet Bronze Einer | Jungen - Maxime Ducret |

### Schießen
Jungen
- Edouard Dortomb
Bronze  Luftpistole 10 m

### Schwimmen
| Mädchen - Chloé Cazier - Pauline Mahieu - Emma Terebo - Camille Wishaupt | Jungen - Rahiti de Vos - Jean Dencausse - Guillaume Laure - Geoffroy Mathieu |

### Segeln
| Mädchen - Louise Cervera - Lucie Pianazza Bronze Techno 293 | Jungen - Tom Monnet - Romen Richard |

### Taekwondo
Jungen
- Stéphane Audibert
Bronze  Klasse bis 48 kg
- Yoann Miangue
Gold  Klasse ab 73 kg

### Tischtennis
| Mädchen - Audrey Zarif | Jungen - Can Akkuzu |

### Trampolinturnen
Mädchen
- Léa Labrousse

### Triathlon
Mädchen
- Emilie Morier
Bronze  Einzel
Gold  Team Mixed

### Turnen
| Mädchen - Camille Bahl | Jungen - Zarachi Hrimeche |

### Wasserspringen
| Mädchen - Alaïs Kalonji | Jungen - Alexis Jandard |